# Klobuk
Klobuk je del oblačila, ki se ga nosi na glavi. 
Klobuk lahko nosimo zaradi vremenskih razmer, zaradi verskih razlogov, zaradi varnosti ali kot modni dodatek. V preteklosti so klobuki kazali tudi na družbeni položaj osebe, ki ga je nosila. V vojski se klobuki razlikujejo glede na položaj in enoto nosilca.
Razlikujemo damske in moške klobuke. Izdelani so umetnih materialov ali naravnih kot dlaka divjega zajca ali domačega kunca. Razlikujejo se lahko tudi po načinu obdelave površine. Tako lahko poznamo gladko brušene klobuke, velour klobuke, brušene s kožo morskega psa in melousine, klobuke, kosmatene z grabilnim trakom.